# ساختمان پارلمان گرجستان (تفلیس)
ساختمان پارلمان گرجستان ( گرجی: საქართველოს პარლამენტის შენობა ) محل نشست و برگزاری جلسات رسمی و علنی پارلمان گرجستان است که در تفلیس ، پایتخت گرجستان واقع شده است. این ساختمان در خیابان روستاولی شماره 8، نزدیک به دامنه کوه متاتسمیندا واقع شده است.
این مجموعه ساختمانی به عنوان خانه دولت در دوره جمهوری سوسیالیستی شوروی گرجستان در محل کلیسای جامع تخریب شده قرن نوزدهمی الکساندر نوسکی و حیاط کلیسای مجاور، با دفن دانشجویان گرجستانی که در حمله بلشویک ها در سال 1921 کشته شدند، ساخته شد. این مجموعه از دو ساختمان تشکیل شده است. ساختمان "بالا" توسط ویکتور کوکورین و گیورگی لژاوا طراحی شد و از سال 1933 تا 1938 میلادی ساخته شد. ساختمان «پایین» در امتداد خیابان روستاولی، توسط همین معماران با کمک ولادیمر ناساریدزه از سال 1946 تا 1953 میلادی ساخته شد. این دو ساختمان با یک حیاط، با پلکان و فواره به هم متصل شده اند. در طراحی هر دو ساختمان این سازه، به شدت از عناصر معماری سنتی و ملی گرجی استفاده شده است. نمای بیرونی روبه‌روی خیابان تحت سلطه یک طاق‌نمای تاریخی، با پیش‌روهای عظیم و پدیدار «طاق» است.  ساختمان ها از بتن مسلح سبک وزن، با روکش بیرونی از سنگ توفا، گرانیت و دیگر موارد ساخته و نماکاری شده است. 

نیروهای طرفدار دولت در طول کودتای 1991-1992 در پشت گوشه ای از مجلس پنهان شدند.

این مجموعه در جریان کودتای نظامی دسامبر 1991 تا ژانویه 1992 به شدت آسیب دید. دلیل این آسیب، پناه گیری زویاد گامساخوردیا، رئیس جمهور وقت و محاصره شده در پناهگاه زیرزمینی زیر ساختمان دولت بود. این ساختمان پس از آن بازسازی و مرمت شد و از سال 1997 میلادی تا 2012 به عنوان مقر اصلی پارلمان گرجستان استفاده شد. در سال 2012، به جای این ساختمان، قانونگذاران تصمیم به استفاده از عمارت تازه ساخته شده در شهر کوتایسی ، دومین شهر مهم گرجستان گرفتند و به همانجا نقل مکان کردند. در سال 2014، برگزاری جلسات کمیته پارلمان در محل پارلمان تفلیس مجاز شد، در حالی که جلسات همچنان و منظم در عمارت تازه تأسیس شهر کوتایسی ادامه داشت. اصلاحیه قانون اساسی تصویب شده در سال 2017 در دسامبر 2018 لازم الاجرا شد و در آن هیچ اشاره ای به کوتایسی به عنوان مقر مرکزی پارلمان نداشت. به این معنی که پارلمان در ژانویه 2019 به طور کامل به پایتخت بازگشت.  